# Distribution Media Format
A Distribution Media Format (röviden: DMF) egy a Microsoft által szoftverterjesztésre használt speciális fájlformátum. Lehetővé teszi, hogy a normál 1440 KB helyett 1680 KB férjen fel egy 3½ hüvelykes hajlékonylemezre. Csak néhány felhasználói szoftver támogatta a DMF lemezek írását, így az valamelyes másolásvédelmet nyújtott az ilyen formátumban terjesztett adathordozóknak. Az Apple Macintosh Mac OS operációs rendszerének 7.6-os vagy újabb változata a fejlesztett Disk Copy applikáció révén képes kezelni a DMF formátumú lemezeket. Az első Microsoft termék, melyet DMF formátumú lemezeken is kiadtak, a Microsoft Office 4.x "c" revíziói voltak. Ezen kívül ez a termék alkalmazta először a CAB fájlformátumot is, melyre akkoriban csak "Diamond"-ként hivatkoztak.

## Formátumok összehasonlítása
| Tulajdonság                      | m.e. | 1440 KB | DMF       |
| -------------------------------- | ---- | ------- | --------- |
| track-ek száma                   | db   | 80      | 80        |
| szektor/track                    | db   | 18      | 21        |
| foglalási egység (cluster) méret | byte | 512     | 1024/2048 |
| gyökérkönyvtár bejegyzések száma | db   | 224     | 16        |

## DMF-et támogató szoftverek
- 2M - nagykapacitású floppylemezek írására alkalmas DOS program
- fdformat - nagykapacitású floppylemezek írására alkalmas DOS program
- HDCopy - floppylemezek, illetve merevlemezek írására alkalmas DOS program
- Microsoft Virtual PC - virtualizációs szoftvercsomag[4]
- Windows 95 - operációs rendszer[5]
- Microsoft Office 4.x - irodai szoftvercsomag

## Fordítás
- Ez a szócikk részben vagy egészben  a   Distribution Media Format című angol Wikipédia-szócikk fordításán alapul.  Az eredeti cikk szerkesztőit annak laptörténete sorolja fel. Ez a jelzés csupán a megfogalmazás eredetét és a szerzői jogokat jelzi, nem szolgál a cikkben szereplő információk forrásmegjelöléseként.